# Brachyrhynchocyon
A Brachyrhynchocyon az emlősök (Mammalia) osztályának ragadozók (Carnivora) rendjébe, ezen belül a fosszilis medvekutyafélék (Amphicyonidae) családjába és a Daphoeninae alcsaládjába tartozó nem.
Az idetartozó fajok, korábban a Daphoenus emlősnembe voltak besorolva.

## Tudnivalók
A Brachyrhynchocyon-fajok Észak-Amerika területén fordultak elő, a késő eocén és a kora oligocén korszakok idején, vagyis 33,9-33,3 millió évvel ezelőtt. Maradványaikat a kanadai Saskatchewan tartományban, valamint az Amerikai Egyesült Államokhoz tartozó Colorado, Dél-Dakota, Montana, Nebraska, Texas és Wyoming államokban találták meg.

## Rendszerezés
A nembe az alábbi 3 faj tartozik:
- Brachyrhynchocyon dodgei Scott, 1898
- Brachyrhynchocyon intermedius Loomis, 1931
- Brachyrhynchocyon montanus Hunt Jr., 1996

## Fordítás
- Ez a szócikk részben vagy egészben  a   Brachyrhynchocyon című angol Wikipédia-szócikk ezen változatának fordításán alapul.  Az eredeti cikk szerkesztőit annak laptörténete sorolja fel. Ez a jelzés csupán a megfogalmazás eredetét és a szerzői jogokat jelzi, nem szolgál a cikkben szereplő információk forrásmegjelöléseként.